# 13.2mm TuF
毛瑟13.2mm TuF（德語：Tank und Flieger，英語：Tank and Aircraft，又稱13.2×92mmSR）是第一次世界大戰的主要反坦克彈藥，也是第一種為對付裝甲而開發的彈藥。